# Ойзерман Теодор Ілліч
Теодор Ілліч Ойзерман (1 (14) травня 1914 року, Петроверівка, Тираспольський повіт, Херсонська губернія, Російська імперія — 25 березень 2017, Москва) — радянський і російський філософ, історик філософії єврейського походження.
Доктор філософських наук (1951), професор (1953), академік АН СРСР (1981; з 1991 року — Російської академії наук), лауреат Державної премії СРСР (1983).

## Життєпис
Теодор (Тодрес) Ойзерман народився в родині вчителів математики в містечку Петроверівка (Поплавський) Тираспольського повіту Херсонської губернії (нині — село Петроверівка Ширяївського району, Одеської області, Україна), розташованому на березі річки Великий Куяльник. Через деякий час сім'я перебралася в Новомосковськ, де його батько керував приватною школою, а після революції працював директором народної школи-інтернату, викладав в ній разом з матір'ю математику і очолював місцевий загін єврейської самооборони у роки Визвольних змагань.
Рано залишився без батька, який раптово помер від висипного тифу в 1922 році у віці 42-х років. Переїхав з матір'ю і молодшою сестрою Вірою (1918) в Дніпро, де в 1930 році закінчив 33-у школу-семирічку і вступив учнем-котельником в фабрично-заводське училище при місцевому паровозоремонтному заводі. З юнацького віку публікував вірші та замітки в дніпропетровській комсомольській газеті «Майбутня зміна» українською мовою.
У 1931 році переїхав з матір'ю в містечко Кольчугіно Володимирської області, вона влаштувалася на роботу в середній школі, а він був прийнятий електриком в пароелектричний цех Кольчугинского металообробного заводу, де працював протягом наступних трьох років. В цей час почав писати розповіді, один з яких («Котельники») був опублікований в журналі «Пролетарський авангард» (№ 3, 1932). Інша його розповідь «Дружелюбність» була опублікована в журналі «Красная новь» (№ 10, 1935), і в наступному році оповідання «У синього моря» там же (№ 4, 1936). Позитивну рецензію на останній розповідь опублікував Георгій Адамович у своїй рубриці «Літературні нотатки» в паризькій газеті «Останні новини» від 14 жовтня 1937 року (№ 6046). Збірка оповідань «На Пекша» був відкинутий Державним видавництвом художньої літератури, після чого Т. І. Ойзерман залишив літературних студій.
Переїхавши до Москви, поступив монтером на будівельний комбінат і паралельно з роботою навчався на вечірньому робітфаку, після закінчення якого вступив на філософський факультет Московського інституту філософії, літератури та історії (МІФЛІ), де навчався у В. Ф. Асмуса. Підробляв електриком в гуртожитку, потім викладачем хозполітустановкі в Московському спілці споживчих товариств (МСПО). У 1937 році, будучи студентом останнього курсу, був направлений викладачем в Саратовський університет.
У 1938 році закінчив МІФЛІ, потім аспірантуру при ньому по кафедрі історії філософії. У 1941 році захистив кандидатську дисертацію «Марксистсько-ленінське вчення про перетворення необхідності в свободу» (опонували М. А. Динник, М. Т. Іовчук і П. Ф. Юдін; науковий керівник Г. Ф. Александров). Викладав в МДУ з 1940 року. Працював у відділі консультацій журналу «Більшовик», займався лекторської діяльністю.
У роки Великої Вітчизняної війни перебував на фронті. Покликаний 8 липня 1941 року, як кандидат наук був направлений в офіцерську школу, після закінчення якої на посаді старшого політрука був інструктором політвідділу дивізії ППО; вступив в ВКП (б). З 1943 року — на Воронезькому фронті, потім в піхотної частини 6-ї армії на Українському фронті, воював у Польщі та Німеччині, контужений під час боїв на Курській дузі. Після війни до 1946 року служив в Бадені під Віднем. За участь в бойових діях нагороджений орденом Червоної Зірки і Вітчизняної війни другого ступеня. Через контузії і поранення був кваліфікований як інвалід війни. Після демобілізації в червні 1946 року повернувся на викладацьку роботу — спочатку в Московському економічному інституті, а з 1947 року — доцент і заступник завідувача кафедри історії зарубіжної філософії на філософському факультеті МДУ.
З 1949 року виконував обов'язки завідувача кафедри історії зарубіжної філософії МДУ. У жовтні 1951 роки захистив докторську дисертацію «Розвиток марксистської теорії на досвіді революцій 1848 року», в 1953—1968 роках — завідувач кафедрою історії зарубіжної філософії МДУ. Одночасно в 1962—1966 роках — професор Вищої партійної школи при ЦК КПРС. З 1968 року — професор і старший науковий співробітник Інституту філософії АН СРСР, в 1971—1987 роках — завідувач сектором історії філософії країн Західної Європи і Америки, з 1980 року — відділом історії філософії), в 1971—1987 роках — професор Інституту підвищення кваліфікації викладачів суспільних наук при МДУ. Головний науковий консультант Академічного науково-педагогічного інституту РГСУ.
У 1983 році увійшов до складу Антисіоністського комітету радянської громадськості.
Член-кореспондент АН СРСР (1966), дійсний член АН СРСР (1981; з 1991 року — РАН) і Академії наук НДР (нині — Берлін-Бранденбурзька Академія наук), [14] з 1987 року — радник при дирекції Інституту філософії. Лауреат премії Ломоносова (1965) за монографію «Формування філософії марксизму», премії імені Г. В. Плеханова АН СРСР (1980) за монографію «Головні філософські напрямки» [15], Державної премії СРСР (1983) за монографію «Формування філософії марксизму» (переведена на 5 іноземних мов). Дійсний член Міжнародного інституту філософії (Париж), почесний доктор (honoris causa) Йенского університету (1981).
Член редакційних колегій журналів «Питання філософії», «Філософська наука» (до 1958 року), «Вісник Московського державного університету» (до 1965 року), один з провідних авторів і член редколегії багатотомної «Історії філософії» (1957—1965) і " короткого нарису історії філософії ". Був членом редакційної колегії серій «Пам'ятники філософської думки» і «Філософські погляди» (обидві — видавництво «Наука»). З 1994 року — співпрезидент російсько-німецького центру з вивчення сучасної німецької філософії та соціології. Автор 34 монографій (перша з яких вийшла в 1948 році), більше 20 з них видані на іноземних мовах в 10 країнах, кілька монументальних праць були ним опубліковані у віці понад 90 років. У 2008 році нагороджений премією «Тріумф-наука» в номінації «Гуманітарні науки».
Т. І. Ойзерман — автор праць з історії німецької класичної філософії і марксизму, теорії історико-філософського процесу, теорії пізнання, філософських поглядах І. Канта, Г.-Ф. Гегеля, И.-Г. Фіхте, Ф. Шеллінга. Т. І. Ойзерман був ініціатором створення «Історико-філософського щорічника», спеціалізованого видання, присвяченого питанням історії філософії як науки. Укладач Зібрання творів І. Канта в 6 томах (М .: Думка, 1964). Однією з найбільш цитованих його робіт в зарубіжній літературі є стаття 1981 року по кантовской доктрині ноумена (Kant's Doctrine of the «Things in Themselves» and Noumena, Philosophy and Phenomenological Research, Vol. 41, No. 3, Mar., 1981, 333—350), в якій він розглядає її відмінності від концепції речі в собі. Більшість монографій переведені на китайський, німецька, угорська, деякі праці також на англійську, фарсі, арабська, іспанська, турецька, румунська і болгарська мови.
У 1950—1953 роках був науковим керівником кандидатської дисертації Е. В. Ільєнкова «Деякі питання матеріалістичної діалектики в роботі Маркса» До критики політичної економії "", що вплинула на виділення діалектичної логіки як напрямки марксистсько-ленінської філософії. Також серед аспірантів Т. І. Ойзермана: П. П. Гайденко, Д. М. Гвишиани, Н. І. Лапін, М. К. Мамардашвілі та інші відомі вчені.
Після смерті Б. С. Соколова Т. І. Ойзерман став найстарішим академіком РАН. До столітнього ювілею філософа в 2014 році у видавництві «Наука» вийшло зібрання творів Т. І. Ойзермана в п'яти томах.
Помер 25 березня 2017 року Москві. Похований на Троєкуровському кладовищі (ділянка 25).

## Нагороди
- Орден Дружби (19 липня 2004) — за досягнуті трудові успіхи і багаторічну сумлінну працю
- Орден Жовтневої Революції (11 травня 1984 року)
- 2 ордена Вітчизняної війни 2-го ступеня (3 червня 1945 року, 11 березня 1985 року)
- орден Трудового Червоного Прапора (1 серпня 1974 роки)
- орден Червоної Зірки (2 листопада 1944 року)
- орден «Знак Пошани» (15 вересня 1961 роки)
- Медалі, в тому числі:
- медаль «В ознаменування 100-річчя від дня народження Володимира Ілліча Леніна» (1970 рік);
- медаль «За перемогу над Німеччиною у Великій Вітчизняній війні 1941—1945 рр.» (1945 рік);
- ювілейна медаль «Двадцять років перемоги у Великій Вітчизняній війні 1941—1945 рр.» (1966 рік);
- ювілейна медаль «Тридцять років Перемоги у Великій Вітчизняній війні 1941—1945 рр.» (1975 рік);
- ювілейна медаль «Сорок років Перемоги у Великій Вітчизняній війні 1941—1945 рр.» (1985 рік);
- Ювілейна медаль «50 років Перемоги у Великій Вітчизняній війні 1941—1945 рр.» (1995 рік)
- Ювілейна медаль «60 років Перемоги у Великій Вітчизняній війні 1941—1945 рр.» (2005 рік)
- Ювілейна медаль «65 років Перемоги у Великій Вітчизняній війні 1941—1945 рр.» (2010 рік)
- Ювілейна медаль «70 років Перемоги у Великій Вітчизняній війні 1941—1945 рр.» (2015 рік)
- ювілейна медаль «50 років Збройних Сил СРСР» (1968 рік);
- ювілейна медаль «60 років Збройних Сил СРСР» (1978 рік);
- ювілейна медаль «70 років Збройних Сил СРСР» (1988 рік);
- медаль «1300 років Болгарії» (1982 рік) [26]
- медаль ІФ РАН «За внесок в розвиток філософії» (2009 рік)
- Премії імені М. В. Ломоносова (1965 рік) — за монографію «Формування філософії марксизму»
- Премія АН СРСР імені Г. В. Плеханова (1980 рік) — за монографію «Головні філософські напрямки»
- Державна премія СРСР 1983 року в області науки і техніки (27 жовтня 1983 року) — за цикл робіт «Дослідження формування та розвитку філософського вчення К. Маркса», опублікованих в 1974—1980 роках.
- Премія «Тріумф-наука» в номінації «Гуманітарні науки» (2008 рік)

## Сім'я
- Дружина — Генрієтта Захарівна Касавіна (1919—1993), кандидат філософських наук, доцент кафедри філософії природничих факультетів МДУ, автор книги «Марксистсько-ленінське вчення про класи і класову боротьбу» (1963), робіт по соціології. Її сім'я походила з маєтку Миловидів під Веліжем. Батько, Захар Йосипович Касавін (1889—1961), учасник Громадянської війни, був головою Вітебського губернського комунального господарства і членом колегії раднаргоспу; дядько, Марк Йосипович Касавін (1894—1981), був першим головою Веліжской організації Центрального комітету РСДРП(б) (17 жовтня 1917—1918).

Діти:
- Максим Теодорович Ойзерман (1939) — російський інженер, кандидат технічних наук, член Ради директорів Інституту розвитку Москви, учасник Московського методологічного гуртка і колективної монографії «Проблеми методології та технології інженерних вишукувань» (1985), заступник (за дослідженням) генерального директора державної корпорації «Росатом, проектний офіс».
- Олена Теодорівна Соколова (1945) — доктор психологічних наук (1992), професор кафедри нейро-і патопсихології МДУ ім. М. В. Ломоносова (1993).
- Ілля Теодорович Касавін (1954) — російський філософ, доктор філософських наук, професор, член-кореспондент РАН (2003), завідувач сектором соціальної епістемології Інституту філософії РАН (c 2005), головний редактор журналу «Епістемологія і філософія науки», лауреат Премії Г. В. Плеханова.

### Монографії
- Виникнення марксизму — революційний переворот у філософії. — М., 1948 (у співавт. З В. І. Свєтловим)
- Католицька філософія імперіалістичної реакції. — М., 1954.
- Німецька класична філософія — один з теоретичних джерел марксизму. — М .: Знание, 1955.
- Розвиток марксистської теорії на досвіді революцій 1848 року (Недоступна посилання) — М .: Госполитиздат, 1956.
- Філософія Гегеля. — М .: Знание, 1956.

- Узагальнення Марксом і Енгельсом досвіду революцій 1848 року (лекції). — М .: Видавництво Московського університету, 1956.

- Основні етапи розвитку домарксистской філософії. — М .: Радянська наука, 1957.

- К. Маркс — основоположник діалектичного та історичного матеріалізму. — М., 1958.

- Неотомізм — філософія сучасної реакційної буржуазії. — М .: Соцекгіз, 1959.

- Основні риси сучасної буржуазної філософії. — М., 1960.

- Чому вчить і кому служить сучасна буржуазна соціологія. — М .: Госполитиздат, 1960 (у співавт. З А. Ф. Окуловим)

- Формування філософії марксизму. — М .: Думка, 1962 (3-е изд. — 1986, The Making of the Marxist Philosophy, 1982, на арабській мові — Хартум: Shouhdi Pres).

- Філософія Фіхте. — М .: Знание, 1962.

- Проблеми історико-філософської науки. — М .: Думка, 1969. — 398 с. — 10 000 прим.

- Проблеми історико-філософської науки. — 2-е изд .. — М .: Думка, 1982. — 301 с. — 16 000 прим. Архівна копія від 15 січня 2014 на Wayback Machine

- «Монографія була переведена на англійську, арабську, угорську, німецьку, португальську, словацький та французьку мови» (Передмова до 2-го вид., С. 4-5). Назва книги англійською та французькою мовами: Problems of the History of Philosophy, 1974; Problemes D'Histoire de la Philosophie, 1973.

- Антикомунізм — вираз кризи буржуазної ідеології. М., 1963.

- Zur Geschichte der vormarxistischen Philosophie. Берлін, 1963.

- Die Enstehung der marxistischen Philosophie. Берлін, 1965 і 1980.

- Проблема відчуження і буржуазна легенда про марксизм. — М .: Знание, 1965.

- Entfremdung als historische Kategorie. Берлін, 1966.

- Марксистсько-ленінське розуміння свободи. — М .: Знание, 1967.

- Ленінські принципи наукової критики ідеалізму: Доповідь на Науковій конференції за темою «Ленінський етап в розвитку марксистської філософії». — М .: Знання, 1969.

- Головні філософські напрямки: теоретичний аналіз історико-філософського процесу. — М .: Думка, 1971.

- Головні філософські напрямки: теоретичний аналіз історико-філософського процесу. — 2-е изд., Доработ .. — М .: Думка, 1984. — 303 с. — 17 000 прим. Архівна копія від 15 січня 2014 на Wayback Machine

- Англійською мовою — The main trends in philosophy: a theoretical analysis of the history of philosophy. — М .: Прогрес, 1988; на фарсі — مسايل تاريخ فلسفه).

- Криза сучасного ідеалізму. — М., 1972.

- Der junge Marx im ideologischen Kampf der Gegenwart (німецькою мовою). Франкфурт-на-Майні, 1972.

- Філософія І. Канта. — М .: Знание, 1974.

- Історія діалектики XIV—XVIII ст. (З співавторами). — М .: Думка, 1974.

- Філософія Канта і сучасність. — М .: Думка, 1974.

- Історичний матеріалізм і ідеологія «технічного песимізму». — М .: Знание, 1976.

- Науково-технічна революція і криза сучасної буржуазної ідеології (з співавторами). — М., 1978.

- Історія діалектики. Німецька класична філософія (з А. С. Богомоловим, П. П. Гайденко та іншими). — М .: Думка, 1978.

- Діалектичний матеріалізм і історія філософії: історико-філософські нариси. — М .: Думка, 1979. — 308 с. — 18 000 прим. (англійською мовою — Dialectical Materialism and the History of Philosophy: Essays on the History of Philosophy. — М .: Прогрес, 1982; іспанською мовою — El materialismo dialectico у la historia de la filosofia, Гавана, 1984).

- Критика буржуазної концепції смерті філософії. — М .: Знание, 1980.

- Історико-філософське вчення Гегеля. — М .: Знание, 1982.

- Богомолов А. С., Ойзерман Т. І. Основи теорії історико-філософського процесу / Затверджено до друку Інститутом філософії АН СРСР. — М .: Наука, 1983. — 6700 екз. (Англійською мовою — Principles of the Theory of the Historical Process in Philosophy. — М .: Прогрес, 1986, на арабській мові — Хартум: Shouhdi Pres).

- Філософія епохи ранніх буржуазних революцій (з співавторами). — М .: Наука, 1983.

- Раціональне та ірраціональне. — М .: Знание, 1984.

- El materialismo dialectico у la historia de la filosofia (іспанською мовою). Гавана, 1984.

- Ленін. Філософія. Сучасність (з Р. І. Косолапова, А. Г. Єгоровим та іншими). — М .: Политиздат, 1985.
- Критика критичного раціоналізму. — М., 1988.

- Felsefe Tarihinin Sorunları (Проблеми історії філософії на турецькому мовою). Стамбул, 1988 і 1998.

- Маркс. Філософія. Сучасність (з Н. І. Лапін, М. Я. Ковальзон і іншими). — М .: Политиздат, 1988.

- Науково-філософський погляд марксизму. — М .: Наука, 1989.

- Philosophie auf dem Wege zur Wissenschaft. Берлін, 1989.

- Філософія раннього і пізнього Шеллінга. — М .: Наука, 1990. (у співавт. З В. В. Лазарєвим).

- Теорія пізнання Канта. — М., 1991 (у співавт. З І. С. Нарський)

- Теорія пізнання. У 4 т. / Інститут філософії АН СРСР. — М .: Думка, 1991 (редактор)

- Феноменологія мистецтва (з співавторами). — М .: Інститут філософії РАН, 1996..

- Філософія як історія філософії. — СПб .: Алетейя, 1999..

- Сміливий дослідник — смілива людина: Академік Іван Тимофійович Фролов. — М .: Наука, 2001..

- Марксизм і утопізм. — М .: Прогрес-Традиція, 2003. — 568 с.

- Виправдання ревізіонізму / Інститут філософії РАН. — М .: Канон +, РООІ «Реабілітація», 2005. — 688 с.

- Кант і Гегель: Досвід порівняльного дослідження / Інститут філософії РАН. — М .: Канон +, РООІ «Реабілітація», 2008. — 520 с. -5000 прим. — ISBN 978-5-88373-047-3.

- Метафілософія: Теорія історико-філософського процесу / Інститут філософії РАН. — М .: Канон +, РООІ «Реабілітація», 2009. — 440 с. -5000 прим. — ISBN 978-5-88373-189-9 (помилкових.).

- Виникнення марксизму. — М .: Канон +, РООІ «Реабілітація», 2010. — 600 с. — 800 екз. — ISBN 978-5-88373-232-3.

- Амбівалентність філософії. — М .: Канон +, РООІ «Реабілітація», 2011. — 400 с. — 3000 екз.

- Роздуми. Вислови. — М .: Мови слов'янської культури, 2013. — 216 с. — 1000 екз. — ISBN 978-5-9551-0616-8.

- Вибрані праці. У 5 т. / Інститут філософії РАН. — М .: Наука, 2014.

- Том 1: Виникнення марксизму. — 592 с.

- Том 2: Марксизм і утопізм. — 480 с.

- Том 3: Виправдання ревізіонізму. — 750 с.

- Том 4: Кант і Гегель: Досвід порівняльного дослідження. — 512 с.

- Том 5: Метафілософія. Амбівалентність філософії. — 768 с.